# Badhamia
Badhamia is een geslacht van Plasmodiale slijmzwammen in de familie Physaraceae. De typesoort is Badhamia capsulifera. De sporen zijn zwart tot zwartbruin van kleur. Het geslacht werd in 1853 beschreven door Engelse botanicus Miles Joseph Berkeley.

## Soorten
Volgens Index Fungorum bestaat het geslacht uit 34 soorten (peildatum september 2023):
| Soortnaam                                   | Auteur(s)                                    | Publicatiejaar |
| ------------------------------------------- | -------------------------------------------- | -------------- |
| Badhamia affinis (Wormvormig kalknetje)     | Rostaf.                                      | 1875           |
| Badhamia apiculospora                       | (Härk.) Eliasson & N. Lundq.                 | 1979           |
| Badhamia bibasilis                          | H. Neubert & Nann.-Bremek.                   | 1977           |
| Badhamia bispora                            | K.D. Whitney                                 | 1978           |
| Badhamia calcaripes                         | Gottsb.                                      | 1972           |
| Badhamia capsulifera (Hoekmazig kalknetje)  | (Bull.) Berk.                                | 1853           |
| Badhamia cavernispora                       | Kuhnt                                        | 2019           |
| Badhamia cinerascens                        | G.W. Martin                                  | 1932           |
| Badhamia crassipella                        | K.D. Whitney & H.W. Keller                   | 1982           |
| Badhamia curtisii                           | (Berk.) Rostaf.                              | 1876           |
| Badhamia delicatula                         | D.W. Mitch. & Nann.-Bremek.                  | 1976           |
| Badhamia dubia (Dubieus kalknetje)          | Nann.-Bremek.                                | 1968           |
| Badhamia flavoglauca                        | Kuhnt                                        | 2019           |
| Badhamia foliicola (Graskalknetje)          | Lister                                       | 1897           |
| Badhamia gigantospora                       | Ukkola & Härk.                               | 1996           |
| Badhamia goniospora                         | Meyl.                                        | 1925           |
| Badhamia gracilis                           | (T. Macbr.) T. Macbr.                        | 1934           |
| Badhamia grandispora                        | Illana & G. Moreno                           | 1992           |
| Badhamia juliae                             | Kuhnt                                        | 2021           |
| Badhamia lilacina (Lilaroze kalknetje)      | (Fr.) Rostaf.                                | 1873           |
| Badhamia macrocarpa (Variabel kalknetje)    | (Ces.) Rostaf.                               | 1875           |
| Badhamia macrospora                         | H.Z. Li                                      | 1989           |
| Badhamia melanospora (Sierlijk kalknetje)   | Speg.                                        | 1880           |
| Badhamia nitens (Oranjegeel kalknetje)      | Berk.                                        | 1853           |
| Badhamia ovispora                           | Racib.                                       | 1884           |
| Badhamia panicea (Roodvoetkalknetje)        | (Fr.) Rostaf.                                | 1873           |
| Badhamia populina                           | Lister & G. Lister                           | 1904           |
| Badhamia pseudonitens                       | Kuhnt                                        | 2019           |
| Badhamia rhytidosperma                      | H.W. Keller & Schokn.                        | 1989           |
| Badhamia rubiginosa                         | (Rostaf.) Rostaf.                            | 1876           |
| Badhamia rugulosa                           | T.E. Brooks & H.W. Keller                    | 1976           |
| Badhamia spinispora                         | (Eliasson & N. Lundq.) H.W. Keller & Schokn. | 1989           |
| Badhamia versicolor (Veelkleurig kalknetje) | Lister                                       | 1901           |
| Badhamia viridescens                        | Meyl.                                        | 1921           |